# Peleagonzalo
Peleagonzalo ist ein nordspanischer Ort und eine Gemeinde (municipio) mit 294 Einwohnern (Stand: 2024) im Osten der Provinz Zamora der Autonomen Gemeinschaft Kastilien-León.

## Lage
Peleagonzalo liegt etwa 22 Kilometer ostnordöstlich von Zamora in der kastilischen Hochebene in einer Höhe von etwa 650 m. Der Duero begrenzt die Gemeinde im Norden. Das Klima im Winter ist durchaus kalt, im Sommer dagegen warm bis heiß; die spärlichen Regenfälle (ca. 429 mm/Jahr) fallen verteilt übers ganze Jahr.

## Bevölkerungsentwicklung
| Jahr      | 1970 | 1981 | 1991 | 2001 | 2011 | 2021 |
| Einwohner | 668  | 551  | 522  | 438  | 332  | 274  |

Der deutliche Bevölkerungsrückgang in der zweiten Hälfte des 20. Jahrhunderts ist im Wesentlichen auf die Mechanisierung der Landwirtschaft und den damit einhergehenden Verlust von Arbeitsplätzen zurückzuführen.

## Sehenswürdigkeiten
- Johannes-der-Täufer-Kirche